# 인천가좌여자중학교
인천가좌여자중학교(仁川佳佐女子中學校)는 대한민국 인천광역시 서구 석남동에 있는 공립 중학교이다.

## 학교 연혁
- 1981년 12월 : 인천가좌여자중학교 설립 인가(24학급)
- 2007년 3월 : 교육복지 우선지원사업학교 운영
- 2012년 3월 : 경제교육 정책추진 연구학교 지정
- 2014년 3월 : 행복누리 정책추진 연구학교 지정
- 2018년 3월 : 자유학년제 시범학교 운영
- 2019년 3월 : 행복배움학교 지정(~2023.2.28.)
- 2020년 9월 : 제14대 이미자 교장 초빙
- 2020년 11월 : 행복배움학교 자율학교 재지정(2021.3.1.~2026.2.28.)
- 2024년 2월 : 제40회 졸업식(114명) 총 16,739명

## 참고 자료
- 인천가좌여자중학교 - 한국교육학술정보원 학교알리미